# Haverfordwest County Association Football Club
Haverfordwest County Association Football Club, in lingua locale Clwb Pêl-droed Sir Hwlffordd, è una società di calcio della città gallese di Haverfordwest che milita nella Welsh Football League Division One, la seconda divisione del campionato gallese di calcio. Il club, fondato nel 1899, disputa le sue gare casalinghe al Bridge Meadow Stadium, stadio della città, che ospita 2000 spettatori.

## Storia
Il club viene fondato nel 1899 con il nome di Haverfordwest FC, ma già nel 1901 cambia nome in Haverfordwest Town. Nel 1936, dopo un terzo cambio di denominazione, la squadra diventa Haverfordwest Athletic. È tra i fondatori, nel 1992, della lega calcistica gallese attualmente denominata Welsh Premier League.

## Statistiche e record

### Statistiche nelle competizioni UEFA
Tabella aggiornata alla fine della stagione 2025-2026.
| Competizione                  | Partecipazioni | G | V | N | P | RF | RS |
| ----------------------------- | -------------- | - | - | - | - | -- | -- |
| Coppa UEFA/UEFA Europa League | 1              | 2 | 0 | 0 | 2 | 1  | 4  |
| UEFA Conference League        | 2              | 6 | 1 | 1 | 4 | 6  | 9  |

## Palmarès

### Competizioni nazionali
- Welsh Football League Division One: 4

1956-1957, 1980-1981, 1989-1990, 1996-1997
- Welsh Football League Division Two: 2

1955-1956, 1979-1980

### Altri piazzamenti
- Welsh Premier League:

Terzo posto: 2003-2004, 2024-2025
- Coppa del Galles:

Semifinalista: 2004-2005
- Welsh Football League Division One:

Secondo posto: 2014-2015, 2017-2018, 2018-2019
Terzo posto: 2011-2012